# 이채담
이채담(1984년 6월 11일 ~)은 대한민국의 영화배우, 유튜버다. 2014년 영화 '러브멘토'로 데뷔했다.

## 방송
- 아재쇼 (2017)
- 아이콘택트 (2019)
- 바람의 유혹 (2022) - 주연

## 영화
- 러브멘토 (2014)
- 나는 야한 여자가 좋다 (2014) - 야한 여자 역
- 차이나타운 (2015) - 텐프로 6 역
- 썰만화 (2016) - 토익 선생님 역
- 올리고당 더 무비 (2016)
- 리얼 (2017) - 밀실클럽 중독자 역
- 엄마의 직업 (2017)
- 완전한 사육: 감금의 미학 (2018)
- 난폭한 기록 (2019) - 쇼걸 역
- 낮손님 (2020)